# Suche Rzeki
Suche Rzeki – część wsi Zatwarnica położona w Polsce, w województwie podkarpackim, w powiecie bieszczadzkim, w gminie Lutowiska.
Wierni kościoła rzymskokatolickiego należą do parafii św. Michała Archanioła w Dwerniku.

## Przypisy

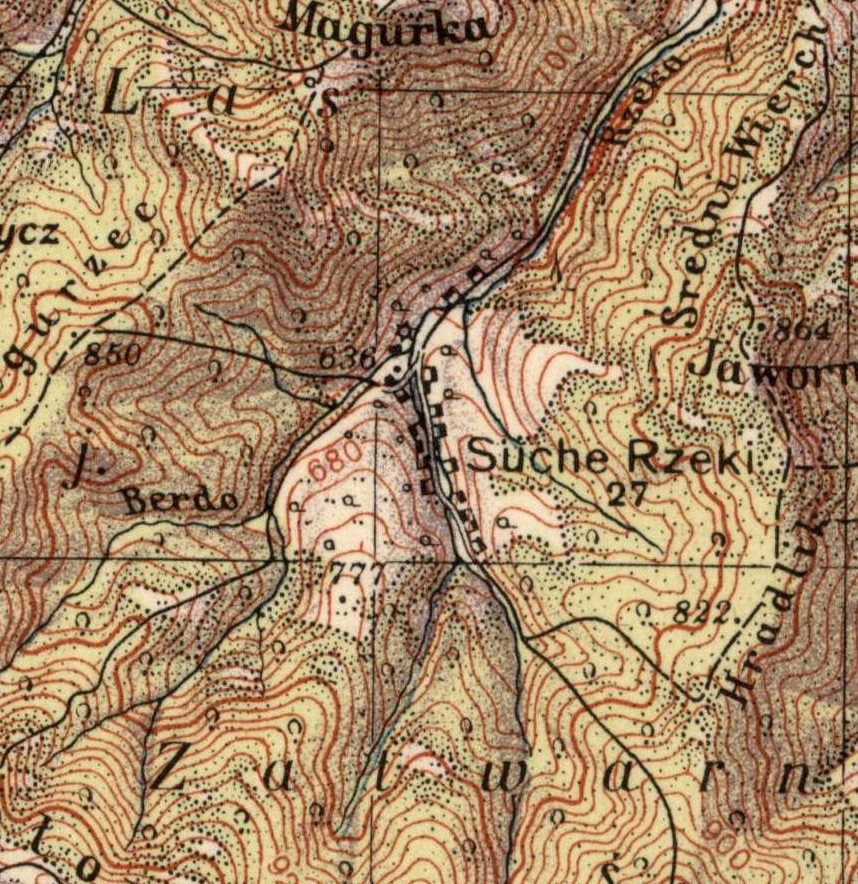
Suche Rzeki na mapie Wojskowego Instytutu Geograficznego z 1937 roku